# Brevicornu parafennicum
Brevicornu parafennicum är en tvåvingeart som beskrevs av Zaitzev 1995. Brevicornu parafennicum ingår i släktet Brevicornu och familjen svampmyggor. Arten är reproducerande i Sverige. Inga underarter finns listade i Catalogue of Life.